# Колонізація Північної Америки вікінгами

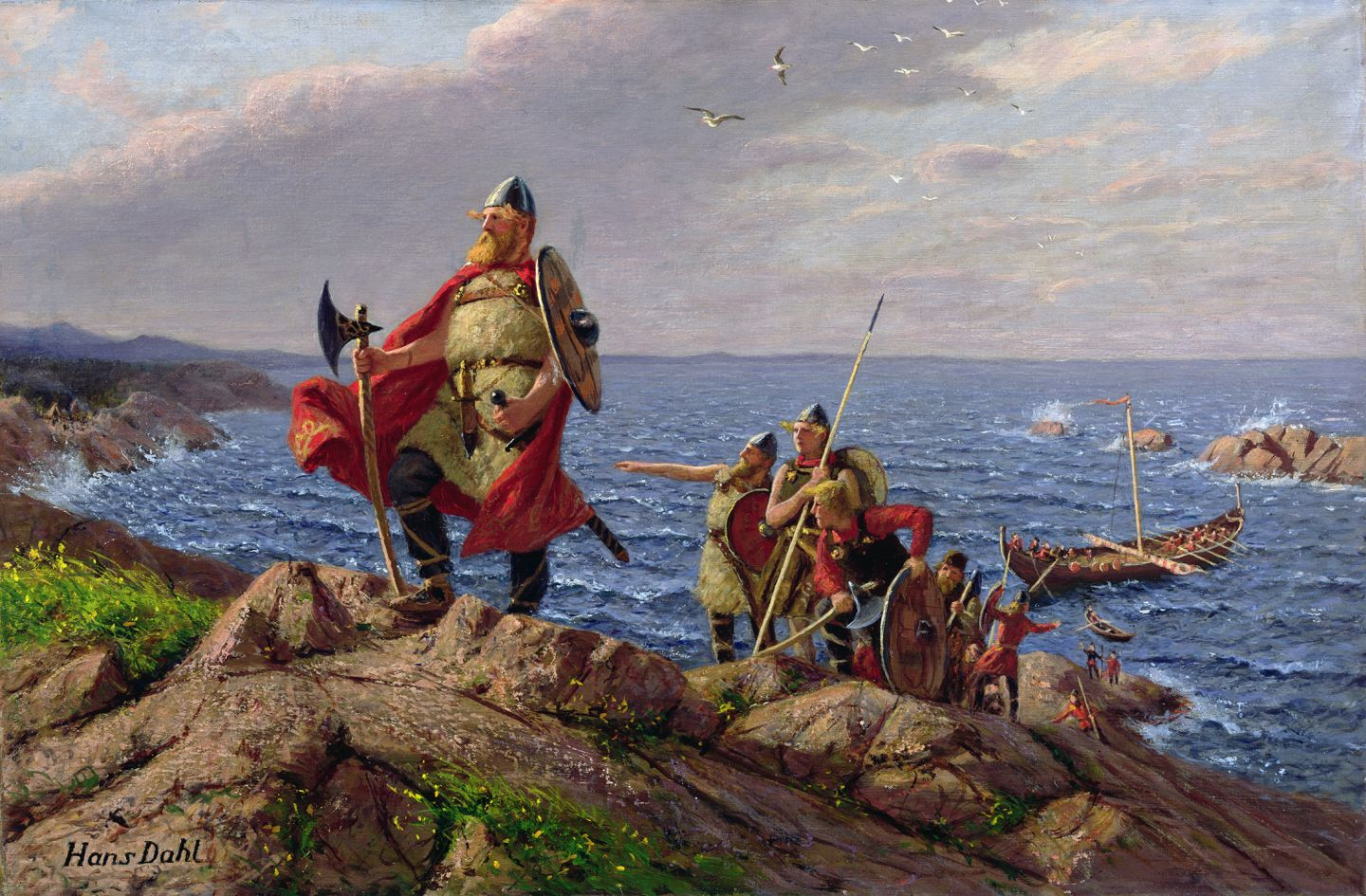
Лейф Еріксон відкриває Америку. Ганс Даль (1849—1937)

Колонізація вікінгами Північної Америки — процес, що розпочалався наприкінці X століття, коли мореплавці з норманських територій дослідили та заселили землі північної частини Атлантичного океану, включаючи північно-східні окраїни Північної Америки. У 1960 році були знайдені залишки норманських будівель в Л'Анс-о-Медовз, що на півночі Ньюфаундленду. Це відкриття посприяло відновленню археологічних розвідок у питанні заселення вікінгами Північної Атлантики.
Норманські поселення на північноамериканському острові Гренландія проіснували майже 500 років. Л'Анс-о-Медовз — поки єдине підтверджене місцеперебування вікінгів на території теперішньої Канади. Подорожі (наприклад, для збору деревини), ймовірно, відбувались час від часу, але немає жодних свідчень про якісь тривалі норманські поселення на материковій частині Північної Америки.

## Норманська Гренландія

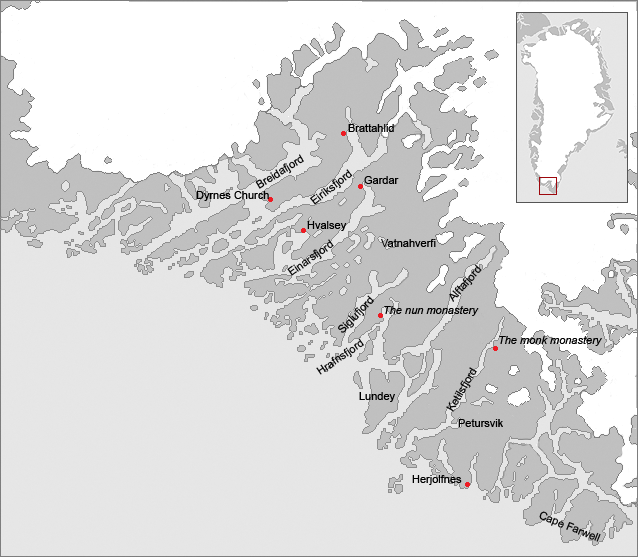
Сучасна мапа колишнього Західного норманського поселення Гренландії, тепер ці землі належать до муніципалітету Куяллек.

У «Сагах про ісландців» написано, що вперше нормани з Ісландії заселили Гренландію в 980-х роках н. е. Немає ґрунтовних підстав, щоб сумніватися в достовірності інформації про перші поселення вікінгів, яка розміщена в сагах, проте не можна її розглядати як першоджерело з історії норманської Гренландії, оскільки їм притаманні певні літературні зацікавленості письменників та публіки тієї доби, які не завжди були надійні.
Ерік Рудий (давньоскандинавською: Eiríkr rauði) був вигнаний з Ісландії через випадкове вбивство іншої людини та досліджував, під час свого трирічного вигнання, незалюднене південно-західне узбережжя Гренландії. Він розробив план, який мав на меті заманити мешканців на цю безлюдну територію, назвавши її Гренландією (укр. Зелена земля), припустивши, що «люди будуть охочіше переселятися через те, що територія має гарну назву». Внутрішні простори одного довгого фіорду, названого на його честь Ейріксфіордом, стали місцем, де він заснував перше поселення за назвою Браттаглід. Там він видавав земельні ділянки прибулим ентузіастам.

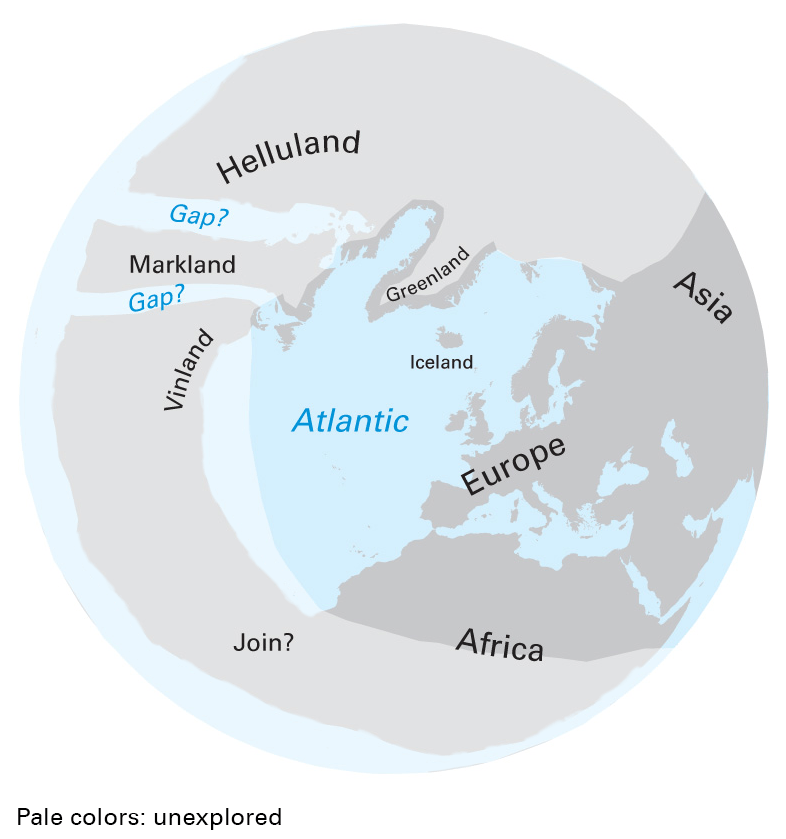
Мапа, яка показує поширення норманів

Вікінги мали в Гренландії два поселення. Східне — на південно-західному кінці острова, а Західне поселення було на 500 кілометрів вище на тому ж таки західному узбережжі. Маленьке поселення біля Східного деколи позначають як Серединне. Загальна чисельність населення коливалася від 2000 до 3000 осіб. Археологи ідентифікували щонайменше 400 фермерських садиб. Норманська Гренландія мала свою дієцезію — єпископ Гренландії проживав у столичному місті Гардар. Вікінги експортували з Гренландії бивні моржа, хутро, рибальські сітки, овець, тюленячий та китовий жир, живих тварин, таких як білі ведмеді, «роги єдинорога» (найімовірніше бивні нарвала) та шкури великої рогатої худоби. У 1126 році населення запросило свого власного єпископа, який проживав у Гардарі, а в 1261 році Гренландія прийняла верховенство короля Норвегії. Вони продовжували мати свої власні закони та стали майже політично незалежними в 1349 році, під час Чорної смерті. У 1380 Королівство Норвегія увійшло в політичну унію з Королівством Данія.

### Західна торгівля та занепад
Є докази торгівлі вікінгів з місцевими мешканцями (нормани називали їх скрелінгами). Зазвичай контактували з племенами, які належали до культури Туле. Племена дорсетської культури зникли з острова ще до приходу сюди норманів. Такі предмети як фрагменти гребінців, частинки залізного посуду та зубил, корабельні заклепки, теслярські рубанки та дубові корабельні фрагменти використовувалися на інуїтських човнах та були знайдені далеко за поширенням поселень вікінгів. Маленька фігурка з бивня, як зображає європейця, була знайдена серед руїн інуїтського поселення.

Мапа показує поширення народності Туле (з 900 до 1500 року)

Поселення норманів починають занепадати в XIV столітті. Західне поселення стало покинутим близько 1350 року, а останній єпископ Гренландії помер у 1377 році. Після реєстрації шлюбу в 1408 році, в метриках більше немає жодних записів. Східне поселення найімовірніше зникло наприкінці XV століття. Нещодавній радіовуглецевий аналіз норманських поселень показав останню активність у 1430 році (± 15 років). Існує кілька теорій, які пояснюють чому нормани покинули острів.
Малий льодовиковий період, початок якого припав на XV століття, міг призвести до ускладнень в подорожах між Гренландією та Європою, а також до проблем у веденні землеробства. На скандинавських теренах у цей час відбулося вилюднення територій через голод та чорну чуму, що дало можливість іншим заселити опустілі землеробські території. Додатково, гренландські бивні витісняють на європейському ринку дешевші бивні з Африки. Незважаючи на втрату контактів з гренландцями, норвезько-данський король продовжував вважати Гренландію власним володінням.
Не знаючи чи норманська цивілізація ще залишилася в Гренландії та хвилюючись за те, що тамтешні жителі ще можуть залишатися католиками, після того як їхні скандинавські землі зазнали Реформації, об'єднана клерикально-купецька експедиція під проводом місіонера Ганса Еґеде вирушила до Гренландії в 1721 році. Хоча ця експедиція і не знайшла жодних європейських поселень, проте була знаковою для подальшої данської колонізації острова.

## Клімат та норманська Гренландія
Норманські гренландці були обмежені розкиданими по острові фіордами, які забезпечували комфортні місця для утримання тварин (таких як велика рогата худоба, вівці, кози, пси та коти) та створення фермерських угідь. На таких фіордах, ферми залежали від маленьких стаєнь, де утримувалась домашня худоба взимку, що призводило до вибіркового забиття великого стада, щоб пережити холодний сезон. Коли наставав теплий період, свійську худобу випускали зі стаєнь на пасовиська, які належали найбільшим фермам та церкві. Окрім скотарства та фермерства, вікінги також займалися полюванням на тюленів та карібу. Моржів відловлювали в торгівельних цілях. Нормани здебільшого покладалися на так званий «nordrsetur» — спільне полювання на мігруючих гренландських тюленів, яке відбувалося весною. Торгівля була досить важливою для гренландських норманів через те, що таким чином вдавалося імпортувати пиломатеріали — дефіцитний матеріал для Гренландії. Зі свого боку вікінги експортували в Європу бивні та шкури моржа, живих білих ведмедів та бивні нарвала. Врешті-решт цей спосіб проживання на острові став вразливим, оскільки жителі надто покладалися на міграційні сезонні явища, які були обумовлені кліматом, а також на добробут, який давали кілька фіордів на острові. Певну кількість часу гренландські поселення існували ще протягом Малого льодовикового періоду, хоча клімат, загалом, ставав прохолоднішим і вологішим. Загалом, через зміну клімату, стали довготриваліші зими та короткотриваліші весни, збільшилося число штормів і це вплинуло на міграційну поведінку гренландських тюленів. Площа пасовищ на острові стала набагато меншою, водночас знизилась і кількість врожаю. Плавання весною до місць міграції гренландського тюленя стало більш небезпечним через чисельні шторми, а нижча популяція тюленів призвела до того, що полювання «nordrsetur» стало менш успішним. Товари гренландського експорту втратили свою цінність на європейських ринках через конкуруючі країни та втратою інтересу самих європейців. Бивні слонів на ринку почали витісняти бивні моржів, які забезпечували високі доходи мешканців Гренландії.
Крім того, вікінги не бажали інтеґруватися з місцевим народом Туле ні через шлюб, ні через культуру. Археологічні дослідження показали, що два народи мали контакти, оскільки вчені знаходили в колишніх помешканнях корінного населення розмальовані бивні норманів та різні бронзові та сталеві артефакти. Однак фактично немає матеріальних речей народностей Туле в норманських поселеннях. У раніших дослідженнях вказувалося, що не зміна клімату призвела до занепаду поселень норманів, а їхнє небажання пристосуватися до нього. Наприклад, якщо б вікінги більше зосередились на полюванні на нерпу кільчасту (на яку можна було полювати цілий рік, хоча в меншій кількості та займаючись цим індивідуально) та вирішили зменшити свої спільні масові полювання, їжа була б менш дефіцитною під час зимових сезонів.

Середній показник зміни температури на планеті.

Також нормани могли використовувати для виготовлення одягу шкури тварин, а не вовну, щоб дало їм змогу жити ближче до узбережжя та не бути прив'язаними тільки до фіордів. Проте нещодавні дослідження показали, що вікінги намагалися пристосуватися до змін, тільки іншими способами. Деякі з них, наприклад, збільшували кількість впольованої здобичі. У покинутих поселеннях можна знайти значну кількість кісток морських тварин, що свідчить про посилене полювання в морських водах, що заміщувало відсутність фермерського м'яса. Крім того, за даними знайденого пилку, вчені визначили, що нормани не спустошували невеликі лісові ділянки, як вважалося раніше. Натомість надавали надмірно використаним ділянкам час, щоб вони змогли відновитись та переїздили в інші місця . Норманські фермери також намагалися пристосуватися. Вікінги старались запилювати власноруч прилеглі території, намагаючись не відставати від нових вимог, які були спричинені зміною клімату. Проте кліматичні зміни не були єдиним фактором, що чинив тиск на гренландських норманів. Змінювалася також економічна ситуація, особливо європейський експорт, який був для гренландців великою цінністю. Сучасні дослідження показують, що гренландські нормани не змогли втримати свої поселення на острові через економічні та кліматичні зміни, які відбувалися одночасно.

## Вінланд

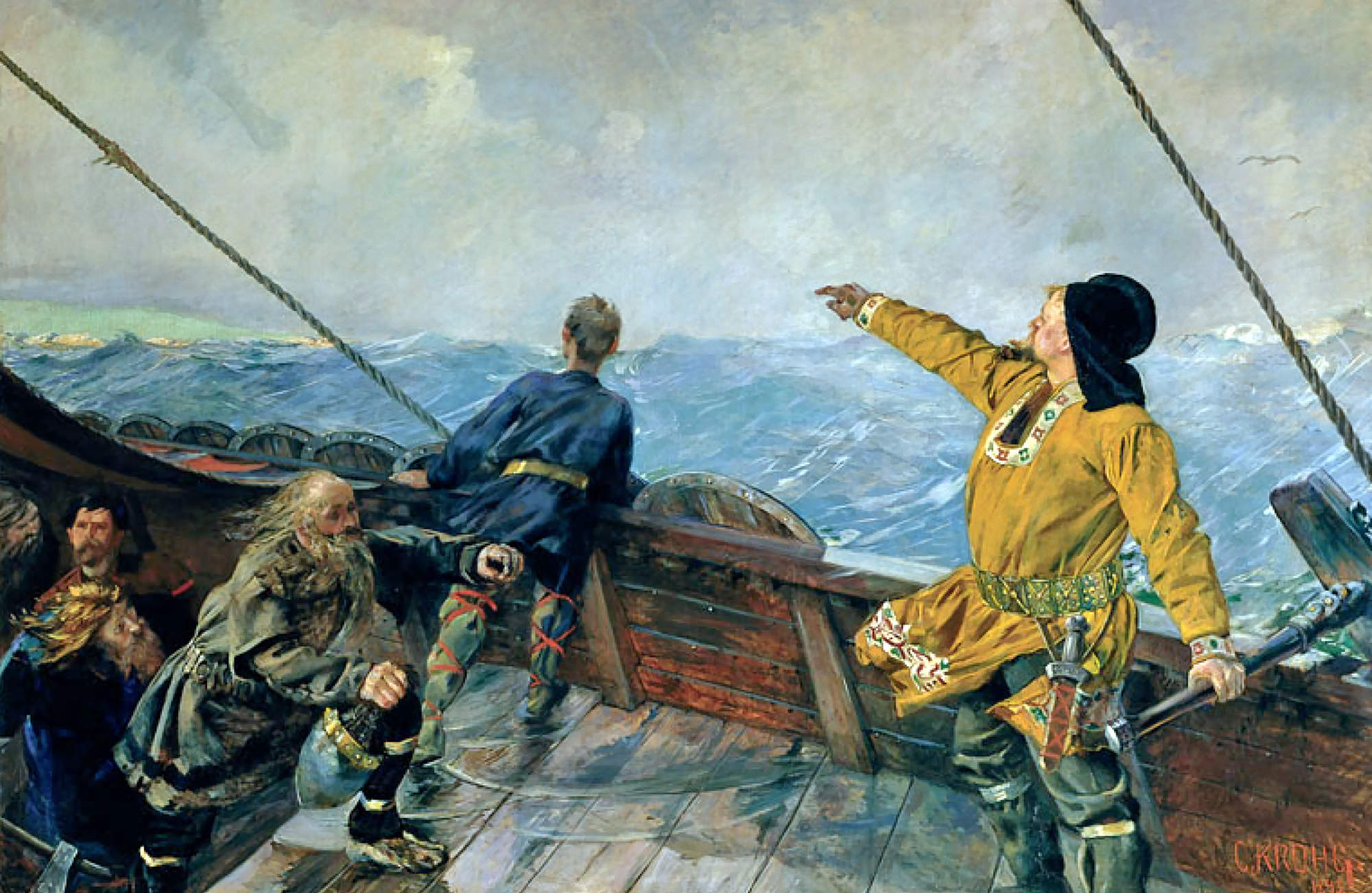
Лейф Еріксон прямує до Північної Америки
Кристіан Крог (1893).

Посилаючись на такі джерела як «Сага про Еріка Рудого», «Сага про гренландців» та деякі розділи «Книги Гаука» та «Книги з Плоского острова», стає відомо, що нормани почали досліджувати землі західніше Гренландії лише через кілька років після того, як були засновані перші поселення на Гренландії. У 985 році, під час морської міграції 400—700 переселенців з Ісландії до Гренландії, яка відбулась на 25 кораблях (14 з яких успішно завершили подорож), купець Б'ярні Герйольфссон втратив правильний курс і після трьох днів побачив землю західніше від основного флоту. Б'ярні був зацікавлений тільки у віднайденні ферми свого батька, тому не досліджував побачені нові землі. Проте потім описав свої відкриття Лейфу Еріксону, який згодом більш детально дослідив побачені раніше території і заснував там через 15 років невелике поселення.
Саги описують три відокремлені території, які були дослідженні: Геллаунд, що означає «земля плоских каменів» (сучасна Баффінова земля); Маркланд — «лісиста земля» (Лабрадор); Вінланд — «земля вина», знайдена десь на південь від Маркланда (узбережжя Затоки Святого Лаврентія). Саме у Вінланді засновано поселення, яке описали в сагах.

### Зимовий табір Лейфа

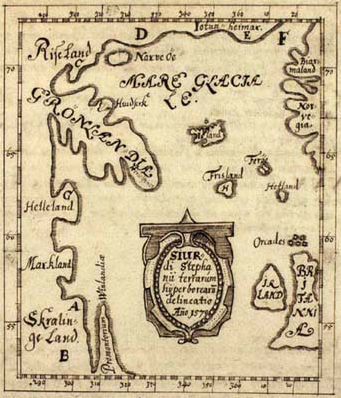
Мапа 1690 року показує латинізовані норманські назви місць в Північній Америці

Використовуючи описи маршруту, течій, скель та вітрів, які надав йому Б'ярні, Лейф Еріксон відплив з Гренландії на захід, через море Лабрадора, з 35-ма іншими особами, взявши для цього корабель самого Б'ярні. Він описав територію Геллаунду як «рівну і лісисту з широкими білими пляжами, в яку б сторону вони не йшли, та пологою береговою лінією». Лейф Еріксон та багато інших хотіли, щоб його батько Ерік Рудий очолив цю експедицію. Проте незадовго до початку плавання Ерік впав з коня на мокрій скелі біля берега, поранивши себе, тому був змушений залишитися на острові.
У 1001 році Лейф зимував, найімовірніше, біля мису Болд на північному узбережжі Ньюфаундленду, де одного разу його прийомний батько Тиркер був знайдений п'яним від, найменованих у сазі, «виноградних ягід». Хоча насправді в цій місцевості дикорослими є тільки кабачки, агрус та журавлина. Існують припущення, що Лейф насправді описує ферментовані ягоди як «вино».
Лейф Еріксон провів ще одну зиму в «Лейфсбудірі», після чого повернувся назад у Браттаглід (батьківську резиденцію в Гренландії), щоб взяти на себе обов'язки сина перед батьком.

### Плавання Торвальда (1004р. н.е.)
У 1004 році брат Лейфа, Торвальд Ейрікссон вирушив з 30-ма чоловіками до Вінланда і провів зиму в таборі Лейфа. Навесні Торвальд напав на дев'ятьох місцевих жителів, які спали під трьома покритими шкурами каное. Дев'ята жертва врятувалась і незадовго повернулась з підтримкою. Торвальда під час конфлікту вбила стріла, яка успішно пройшла через захист. Хоча сутички тривали й далі, нормани залишилися на ще одну зиму і наступної весни покинули поселення.

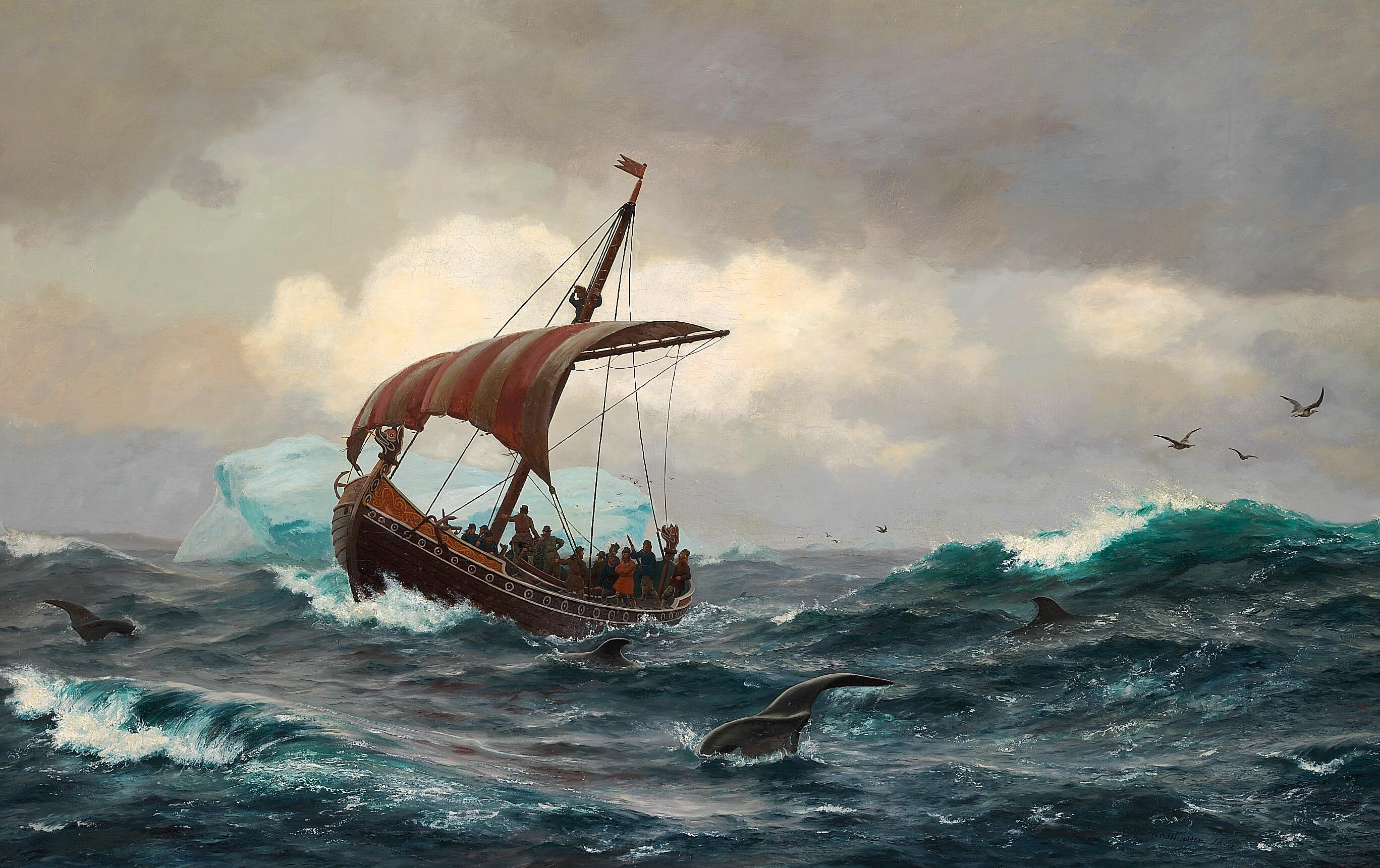
Літо біля берегів Гренландії (1000 рік). Єнс Ерік Карл Расмуссен (1841—1893)

### Експедиція Карлсефні (1009р. н.е.)
У 1009 році Торфінн Карлсефні, також відомий як Торфінн Доблесний, відплив з Гренландії на трьох кораблях з 160 чоловіками і жінками та домашньою худобою (інші джерела говорять про 250 переселенців). Після важкої зими він попрямував на південь і висадився біля Страумфіорду. Згодом відплив до Страумсея, можливо, тому що там течія була сильнішою. Тут, за теперішніми дослідженнями, були мирні відносини між корінними народами та норманами. Дві сторони обмінювались хутрами, шкурами та червоною тканиною, яку тубільці зав'язували навколо голови як свого роду головний убір.
В одній розповіді з саг йдеться про те, що бик, який належав Карлсефні, вискочив з лісу та так налякав тубільців, що вони побігли до своїх човнів і відплили. Повернулися вони вже через три дні з підтримкою. Тубільці використовували катапульти, піднімаючи «велику кулю на стовпі, яка була темно-синього кольору» і розміром «приблизно з овечий живіт». Куля пролітала над головами норманів та робила жахливий гомін.
Нормани почали відступати. Зведена сестра Лейфа Еріксона, Фрейдіс Еріксдоттір, була вагітною, тому не могла встигати за відступаючими. Вона закликала припинити втечу, додавши, що якби в неї була зброя, вона б могла зробити ще більше. Фрейдіс схопила меч людини, яку вбили тубільці. Вона витягла одну зі своїх грудей і вдарила по ній мечем, налякавши тубільців та змусивши їх втекти. Втім, епізод з Фрейдіс згадується лише у сазі 13 ст. і суперечить в істотних деталях ранішим сагам, де згадується цей персонаж.

## Псевдоісторія

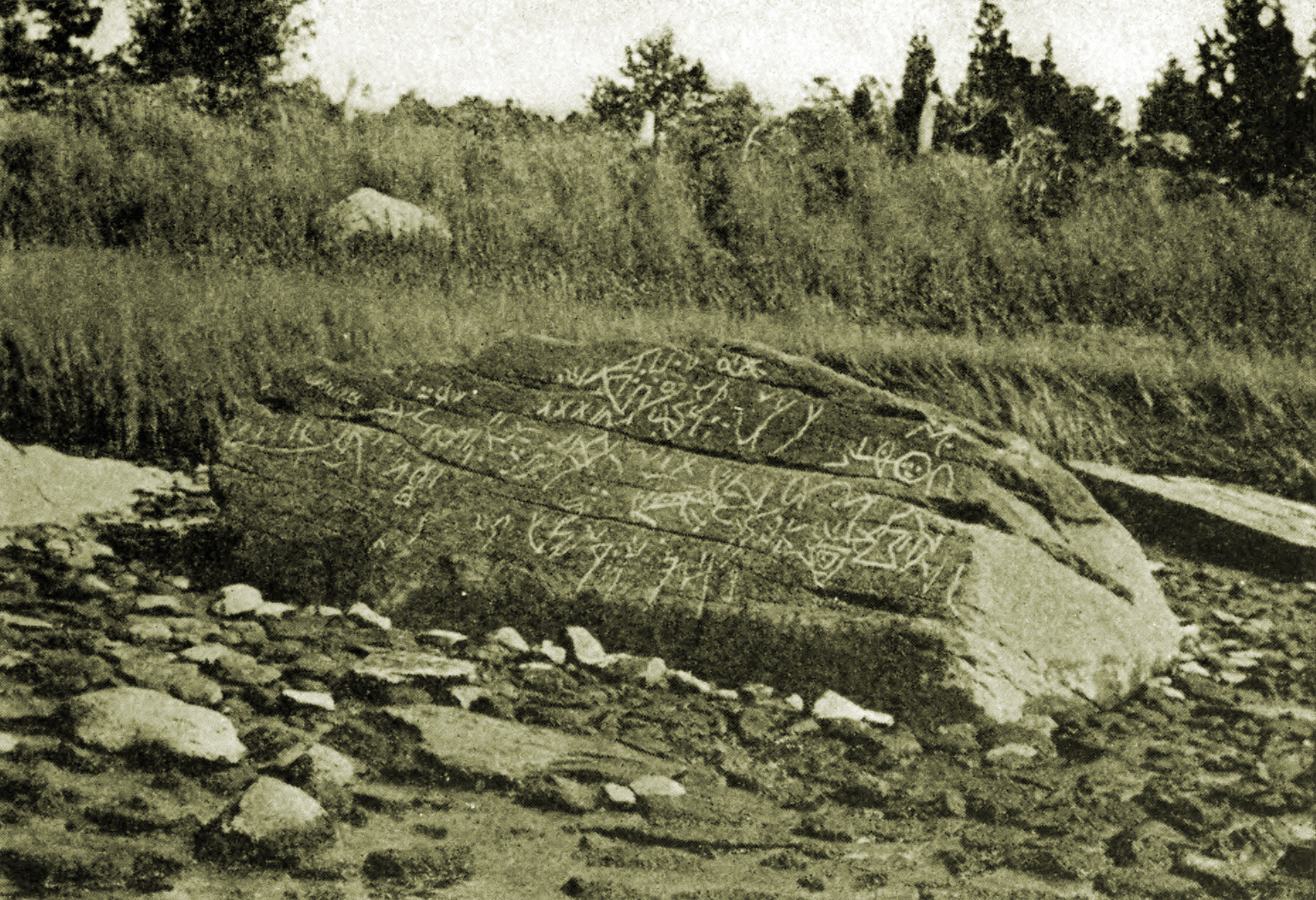
Дайтон-рок під час відпливу.

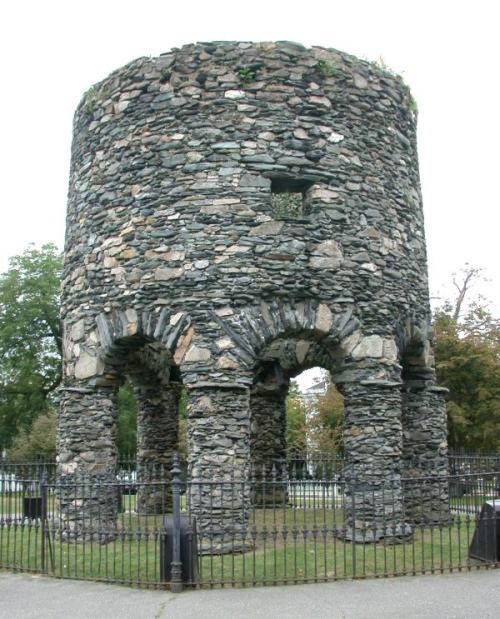
Ньюпорт-тауер

У Північній Америці були знайдені нібито рунічні камені, найвідоміший з них Кенсингтонський рунічний камінь. Проте такі камені вважають містифікацією або неправильним тлумаченням корінних американських петрогліфів.
Є багато заяв про колонізацію норманами Нової Англії, проте жодна з них досі не є обґрунтованою.
Пам'ятки, які помилково відносять до культури норманів:
- Ньюпорт-тауер у Ньюпорті (Род-Айленд)
- Петрогліфи на камені «дайтон-рок», який був знайдений на річці Тонтон у Массачусетсі
- Наррагансеттський рунічний камінь

### «Норумбега» Горсфорда
Гарвардський хімік ХІХ століття Ебен Нортон Горсфорд пов'язав місцевість басейну річки Чарльз із місцями, описаними в сагах норманів, зокрема зі славнозвісним норманським поселенням «Норумбега». Він опублікував кілька книг на цю тему, проте тоді його праці мали слабку підтримку з боку істориків та археологів, а сьогодні ще меншу.
Інші автори дев'ятнадцятого століття, такі як друг Горсфорда, Томас Голд Еплтон, у своїй праці «A Sheaf of Papers» (1875 року) та Джордж Перкінс Марш у книжці «The Goths in New England» також поширювали помилкові уявлення про історію вікінгів. Подібне зловживання історією та експедиціями вікінгів з'являлося і у двадцятому столітті серед деяких груп, що наголошували на верховенстві білих на континенті.

## Тривалість норманських контактів з корінними жителями Північної Америки
Короткотривалі поселення норманів на континентальній частині Північної Америки існували тільки для збирання природних ресурсів, якими був багатий регіон, наприклад хутро та пиломатеріали, яких істотно не вистачало в Гренландії. Незрозуміло чому короткострокові поселення не стали постійними, хоча частково на це вплинули ворожі стосунки з корінними народами, яких нормани називають скрелінгами. Однак епізодичні подорожі до Маркленда по їжу, деревину та торгівлю з місцевими жителями тривали протягом 400 років.